# Huset Wittelsbach

Förbundslandet Bayern har än idag ätten Wittelbachs familjevapen i hjärtskölden

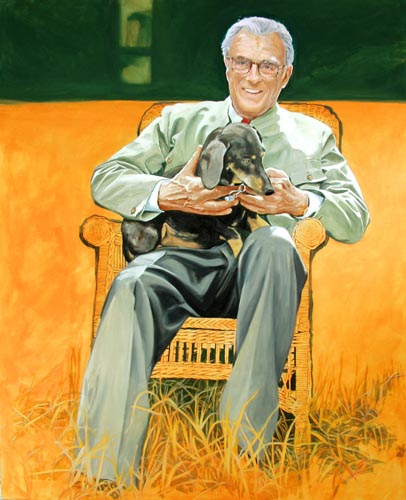
Porträtt av Franz, hertig av Bayern

Wittelsbach var Bayerns kungahus och är en av de äldsta adelssläkterna i Tyskland. Ättens vapensköld med de blå och vita romberna, är känd inte bara från det bayerska statsvapnet, utan även genom BMW:s logotyp och flaggorna under Oktoberfesten.

## Historia
Wittelsbach räknar enligt legenden sitt ursprung från Karl den store genom en sidolinje av Leopold av Bayern (död 907), men ursprunget har inte kunnat säkerställas. Dennes son Arnulf av Bayern (död 927) blev vald till kung 919, liksom hans ättling Otto I (död 1183). {{Källa behövs}}
Berthold, Markgreve av Bayern (död 980), var förfader till Otto I, greve av Scheyern (död 1072), vilkens tredje son  Otto II, greve av Scheyern, blev ägare till slottet Wittelsbach (nära Aichach). Grevarna av Scheyern lämnade sedan slottet Scheyern (byggt omkring 940)  1119 och flyttade slutgiltigt till Schloss Wittelsbach, och slottet i Scheyern gavs till munkar som grundade klostret Scheyern. {{Källa behövs}}
Otto V av Wittelsbach erhöll 1180 hertigdömet Bayern. År 1214 övertog huset Wittelsbach furstendömet Rhenpfalz och fursteättens medlemmar titulerades pfalzgrevar.
Rhenpfalz blev kurfurstendöme 1356, varvid deras kurfurstliga vapensköld kvadrerades, och ett gyllene lejon på svart fyllde två av vapenfälten, med stamvapnet i de andra två. 
Efter Ludvig II:s död 1294 delades huset Wittelsbach i två grenar: den äldre skrev sig till Pfalz och den yngre till Bayern.
Ruprecht III av Pfalz blev vald till tysk-romersk kung 1400, vilket dock inte erkändes förrän efter hans död 1410 (han var för övrigt farfar till den nordiske unionskungen Kristofer av Bayern). Då delades också grenen i fyra: Heidelberger (utslocknad 1559), Oberpfalz (utslocknad 1443), Simmern och Mosbach (utslocknad 1499).
Från Ruprechts son Stefan härstammade bland annat sidolinjen Pfalz-Zweibrücken-Kleeburg, som innehade den svenska tronen 1654–1720.
Från samme farbror till Kristofer av Bayern härstammade kurfurst Ludvig VI (1539–1593). På mödernet härstammade pfalziska ätten även från honom genom Karl IX:s första gemål, Maria av Pfalz. Deras dotter blev i äktenskap med sin syssling Johan Kasimir mor till Karl X Gustav.
Sonson till Ludvig VI var kurfurst Fredrik V av Pfalz (kallad "Vinterkungen"), som blev kung av Böhmen. Efter hans nederlag i slaget vid Vita berget 1620, övergick den kurvärdighet dynastins pfalziska gren haft sedan 1356 till ättlingar i Bayern, som då blev kurfurstendömet Bayern.
Sedan den bayerska släktgrenen dött ut på manssidan 1777 med Maximilian III Josef (son till Karl VII tillföll Bayern återigen ättlingar till den pfalziska dynastigrenen.
Kurfursten Maximilian IV Joseph utropade sig 1805 till kung av Bayern såsom Maximilian I Joseph. Detta skedde med Napoleons goda minne och som erkänsla för det stöd Bayern givit under Napoleons krig. Han, Maximilian IV, härstammade från grenen Pfalz-Sulzbach och denna linje regerade Bayern till 1918. Efter Ludvig III av Bayern:s abdikation 1918 emigrerade släkten till andra europeiska länder. Ludvigs son, kronprins Rupprecht av Bayern, bodde dock till sin död i Berchtesgaden i södra Bayern, där hans slott fortfarande står kvar. Släkten fortlever i delstaten, bland annat genom ölbryggaren prins Luitpold von Bayern, som håller riddarturneringar på sitt slott Kaltenberg, vilket har fått ge namnet till ölsorten med samma namn.
Ättens huvudman är Franz, hertig av Bayern. 
Franz Bonaventura Adalbert Maria Herzog von Bayern, föddes den 14 juli 1933 och är äldste son till Albrekt, den förre hertigen av Bayern, och dennes hustru Maria Drašković. Vid faderns död 1996 blev Franz hertig av Bayern och överhuvud för huset Huset Wittelsbach; han kan som sådan göra anspråk på titeln "kung av Bayern". Enligt jakobiterna kan han dessutom hävda att han är den rättmätige kungen av England och Skottland – men liksom sin far, från vilken han ärvde även denna rätt, har han aldrig offentligt gjort anspråk på den brittiska tronen.
Franz är ogift; hans tronarvinge är brodern Max, hertig i Bayern, född 1937.

Del av stamträd över huset Wittelsbach - Skoklosters slott

## Kungar och drottningar av Sverige
Svenska regenter från huset Wittelsbach var 
- Kristofer,
- Karl X Gustav,
- Karl XI,
- Karl XII,
- Ulrika Eleonora den yngre.

Svensk drottninggemål ur denna dynasti var även
- Beatrix.